# Rosenhof (Kronach)
Rosenhof ist ein Gemeindeteil der Kreisstadt Kronach im Landkreis Kronach (Oberfranken, Bayern).

## Geographie
Die Einöde liegt in Hanglage an der bewaldeten Anhöhe Vogelherd (422 m ü. NHN, 0,7 km nordwestlich). Im Ort steht ein Linde, die als Naturdenkmal geschützt ist. Ein Anliegerweg führt nach Dörfles zur Staatsstraße 2200 (0,7 km nordöstlich).

## Geschichte
Der Ort wurde 1582 erstmals urkundlich erwähnt.
Gegen Ende des 18. Jahrhunderts bestand Rosenhof aus 2 Anwesen. Das Hochgericht übte das bambergische Centamt Kronach aus. Grundherr der beiden Halbhöfe war das Kastenamt Kronach.
Mit dem Gemeindeedikt wurde Rosenhof dem 1808 gebildeten Steuerdistrikt Friesen und der 1818 gebildeten Ruralgemeinde Dörfles zugewiesen. Am 1. Januar 1978 wurde Rosenhof im Zuge der Gebietsreform in Bayern in Kronach eingegliedert.

### Einwohnerentwicklung
| Jahr      | 001818 | 001861 | 001871 | 001885 | 001900 | 001925 | 001950 | 001961 | 001970 | 001987 |
| Einwohner | 12     | 8      | 13     | 13     | 7      | 9      | 10     | 6      | 7      | 8      |
| Häuser    | 2      |        |        | 2      | 2      | 1      | 2      | 2      |        | 2      |
| Quelle    | [ 6 ]  | [ 8 ]  | [ 9 ]  | [ 10 ] | [ 11 ] | [ 12 ] | [ 13 ] | [ 14 ] | [ 15 ] | [ 1 ]  |

## Religion
Der Ort ist römisch-katholisch geprägt und nach St. Johannes der Täufer (Kronach) gepfarrt.